# Pictetoperla brundini
Pictetoperla brundini är en bäcksländeart som beskrevs av Joachim Illies 1964. Pictetoperla brundini ingår i släktet Pictetoperla och familjen jättebäcksländor. Inga underarter finns listade i Catalogue of Life.